# 尖尾银鳞蛛
尖尾银鳞蛛（学名：Leucauge decorata），又名尖尾銀腹蛛、艷銀鱗蛛、銀腹蜘蛛，为肖峭科银鳞蛛属的动物。分布于日本、印度、斯里兰卡、新加坡、巴基斯坦以及中国大陆的香港、广东、云南、西藏等地。该物种的模式产地在日本。